# Parque nacional El Chico
El Parque nacional El Chico es un área natural protegida con una superficie de 2739.02 ha, localizada al centro del estado de Hidalgo, México. El Chico fue declarado parque nacional de México en 1982, aunque la protección de la zona data desde el año de 1898; en lo que puede considerarse una de las zonas protegidas más antiguas de México y de América Latina. El parque nacional El Chico pertenece al Geoparque Comarca Minera, designado dentro de la red global de geoparques por la Unesco.
Se le considera como uno de los bastiones del ecoturismo en Hidalgo; ya que pueden practicarse el cicloturismo, ciclismo de montaña, la pesca deportiva, el excursionismo, la escalada, el rápel, el campismo y el senderismo. Es un
área de estricta protección, donde toda actividad humana está regulada y la conservación de la naturaleza es la prioridad. Está prohibido capturar animales y extraer plantas, tirar basura, acampar fuera de las áreas destinadas, y hacer fogatas fuera de los sitios señalados; los perros deben usar correa. Existen varios lugares dentro del Parque nacional El Chico, en donde se ha instalado algún tipo de infraestructura para recibir al turismo.
Se encuentra en la región geográfica y cultural de Hidalgo denominada como la Comarca Minera con un relieve de montañas y cerros formados por la Sierra de Pachuca, la región es la más abundante del estado en peñascos. Las peñas más importantes del parque son La Muela, Los Enamorados, La Fortaleza y Las Ventanas. El tipo de vegetación que cuenta es Bosque de coníferas; siendo su flora principal: el oyamel (Abies religiosa), encino jarrillo (Quercus laurina),  encino roble (Quercus rugosa), madroño (Arbutus xalapensis), tejo mexicano (Taxus globosa), pinabeto (Crupressus lusitanica var. benthamii]), y cedro de San Juan (Crupressus lusitanica var. benthamii). En cuanto a fauna: zorra gris (Urocyon cinereoargenteus), culebra listonada (Thamnophis proximus), coyote (Canis latrans), cacomixtle (Bassariscus astutus) y víbora cascabel transvolcánica (Crotalus triseriatus).

## Ubicación

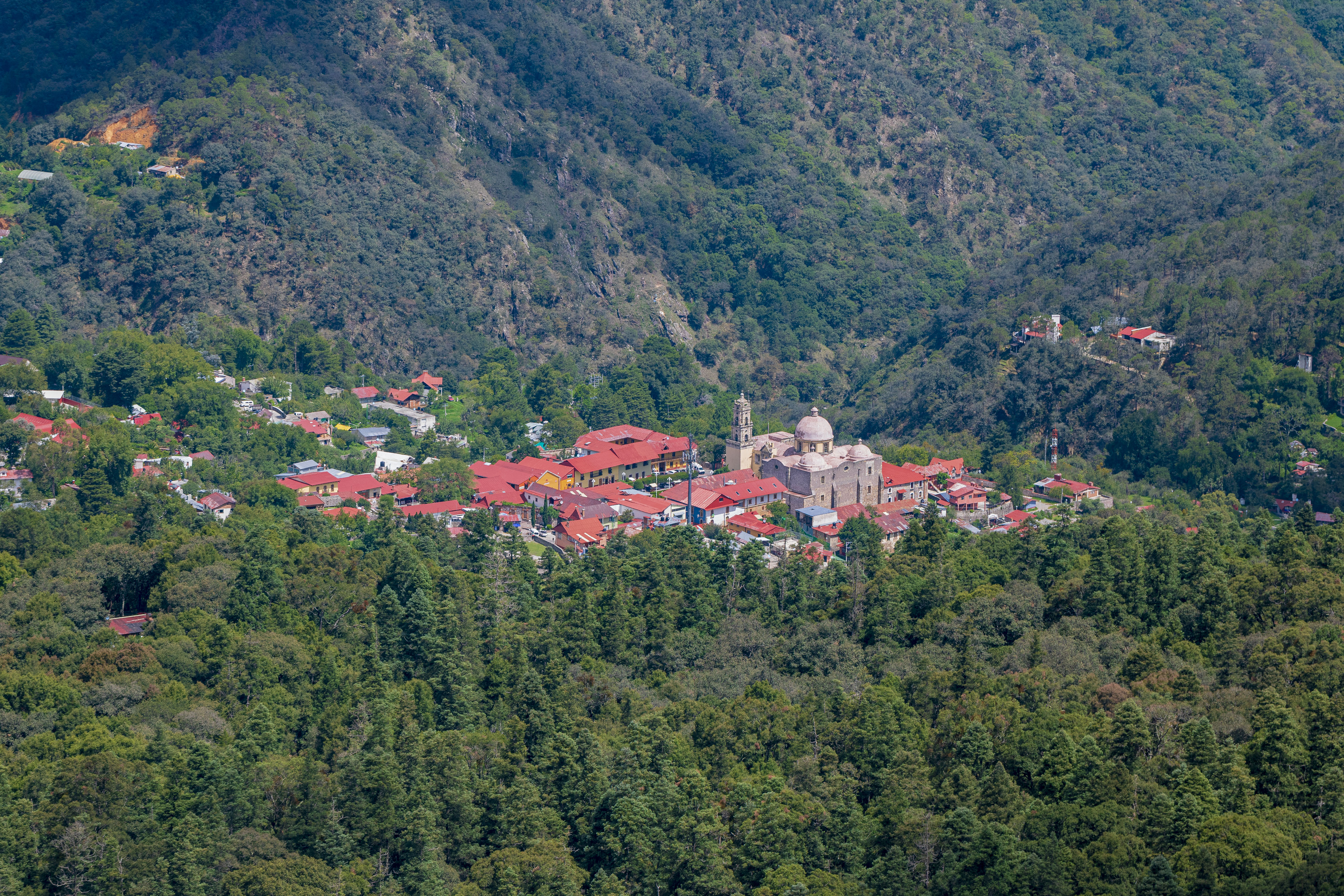
Panorámica de Mineral del Chico.

El parque nacional El Chico se ubica entre las coordenadas extremas de los 20°10′10″ a 20°13′25″ latitud norte y los 98°41′50″ a 98°46′2″ de longitud oeste, cuya extensión territorial es de 2739.0263 ha. Se encuentra distribuida entre los municipios de Mineral del Chico, en su mayor proporción, seguido por el de Pachuca de Soto y una mínima parte de Mineral del Monte. De acuerdo con su poligonal de deslinde, el parque colinda al noroeste con el pueblo El Puente; al norte con ejidos de San José Zoquital; al noroeste con ejidos de la ranchería Carboneras; al suroeste con la comunidad de La Estanzuela; al sur con la presa Jaramillo y pueblo de San Miguel Cerezo, y al sureste con el ejido definitivo de Pueblo Nuevo.
Para establecer el parque e expropió una propiedad de 309.6002 hectáreas de propiedad particular compuesta de tres fracciones; la fracción I con 153.4214 hectáreas; la fracción II con 68.2622 hectáreas y la fracción III con 107.9184, asimismo el gobierno del estado de Hidalgo trasmitió en favor del gobierno federal una superficie de 84.7100 hectáreas del terreno conocido como "Monte Vedado".

## Historia

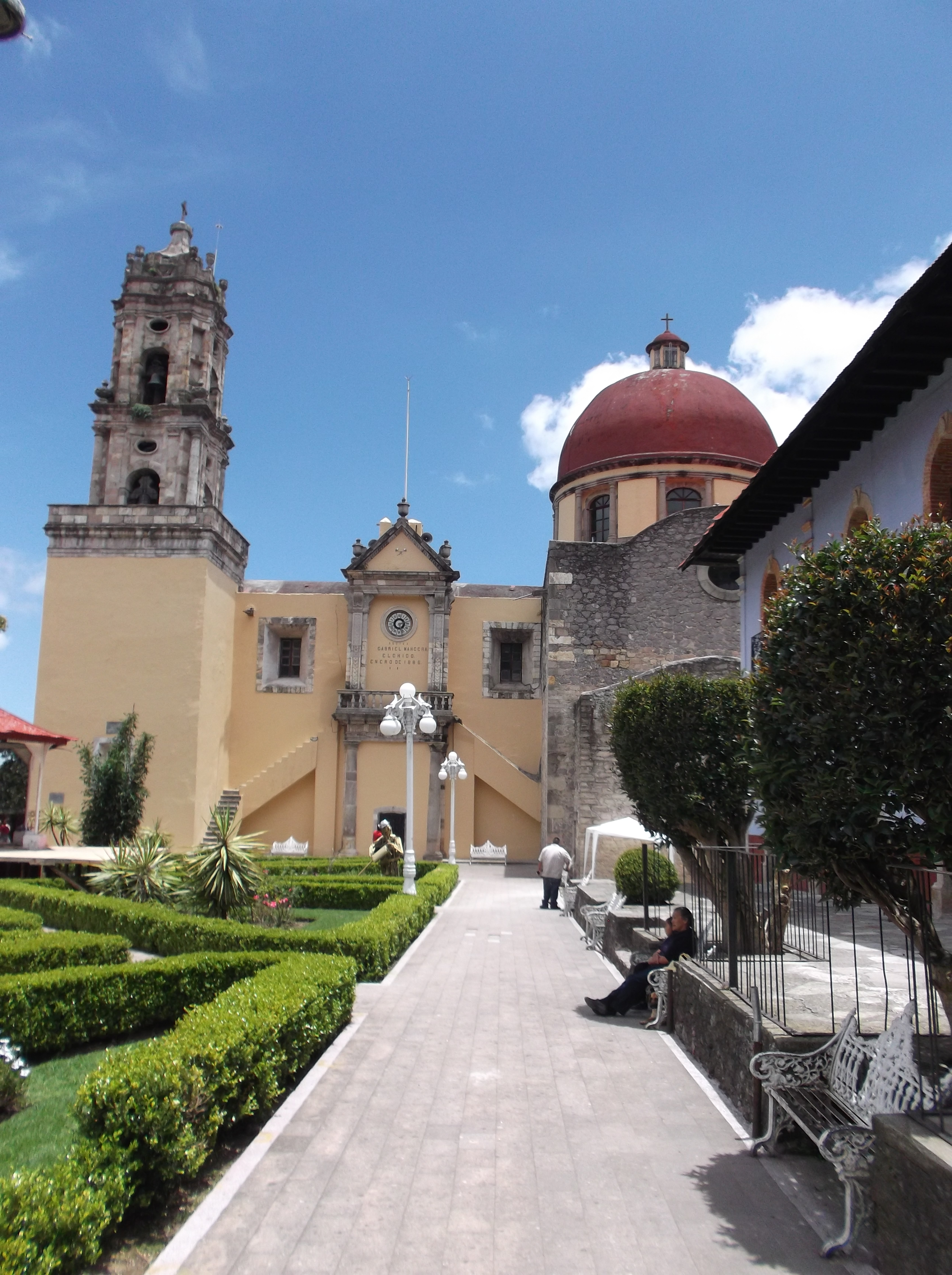
Parroquia de la Purísima Concepción en Mineral del Chico.

Estela explicativa del geositio del Geoparque Comarca Minera, localizada en la Presa El Cedral.

Con el auge de la minería, en la segunda mitad del siglo XVI, se disparó la demanda de materias primas. Una de las de mayor consumo era la madera, para utilizarse en las labores de sostenimiento y fortifcación (posteo) de las minas. Durante el siglo XIX hubo tal crecimiento de la minería, con una ingente excavación de nuevas labores mineras y ampliación de las preexistentes; la zona boscosa se vio en peligro de ser alterada, principalmente por los trabajos de la explotación de los recursos minerales del lugar, para lo cual se adoptaron medidas para preservarla. El estado crítico había sido apercibido por la Comisión Científca de Pachuca, en cuyos antecedentes había intervenido Ignacio Ramírez, como Ministro de Fomento en 1861.
En 1898 el presidente de México, Porfirio Díaz, por decreto indica la protección de esta área bajo el nombre de "Monte Vedado del Mineral del Chico". Se designó como Bosque Nacional, con lo que se instaura la primera denominación de área protegida que recibiría esta zona. Esta fue impulsada por el ingeniero civil y botánico mexicano Miguel Ángel de Quevedo. La declaratoria se realizó el 10 de mayo de 1898, publicado en el Diario Oficial de la Federación (DOF) el 22 de junio de 1898.
La minería cesó paulatinamente en Mineral del Chico, desde la primera mitad del siglo XX; con ello terminó lo
que fuera la principal actividad económica del pueblo. Como una alternativa algunas mujeres iniciaron otra actividad, llevar flores para su venta a Pachuca, cruzando a pie con la carga a sus espaldas, la sierra que separa ambas localidades; los senderos eran empinados, el principal era el “Camino de las Floreras”, bautizado así en memoria a estas mujeres.
Posteriormente, el ciudadano Pedro Pérez, con la representación de los mineros de Mineral del Chico y como Presidente de la Junta de Administración Civil, solicitó la entrega de los terrenos del Monte Vedado por concepto de restitución del ejido a los vecinos del pueblo, mediante acta del 17 de diciembre de 1915. El 6 de mayo de 1916, por un acuerdo publicado el día 11 del mismo mes y año, se revoca la disposición anterior ordenando la entrega del Monte Vedado al pueblo de Mineral del Chico para beneficio de los vecinos y de las compañías mineras. La entrega se efectuó a través de una acta con fecha 11 de mayo de 1916.
En 1922 se revoca el acuerdo anterior debido a que no se llenaron las formalidades emitidas por la Ley del 6 de enero de 1915, anulando la justificación sobre dicha propiedad. Álvaro Obregón emite  el Acuerdo Presidencial con fecha de 1 de agosto de 1922, publicado en el DOF el 13 de septiembre de 1922, mediante el que se declaró que el terreno llamado Monte Vedado, sería "Reserva Forestal de la Nación". El 11 de septiembre de 1937 se publica en el DOF, las medidas de protección logran mayor jerarquía jurídica al declararse, por Decreto presidencial emitido por Lázaro Cárdenas del Río, como "Zona Protectora de la Ciudad de Pachuca, Hgo."; para obtener la restauración de los bosques perdidos y el embellecimiento para fomentar el turismo, quedando prohibida la explotación comercial de productos forestales, así como el ensanchamiento de cultivos agrícolas.
En 1941 por Decreto presidencial de Manuel Ávila Camacho, el área obtiene nueva declaratoria de "Zona Protectora Forestal Vedada" en la cual, y con fines de uso doméstico, únicamente se autorizó el aprovechamiento de madera muerta tiradas destinadas a usos domésticos. Publicado el 2 de abril de 1941 en el DOF. En 1976, por Acuerdo Presidencial publicado en el DOF el 30 de noviembre de 1976, se lleva a cabo la construcción de albergues e instalaciones de servicios; se construye el Albergue Alpino en terrenos cedidos al Gobierno de México unos 14 690 m². El 6 de julio de 1982 con una superficie de 2739.0263 ha; fue decretada área natural protegida por el Gobierno de México, dentro de la categoría de parque nacional.
En 1998, se presentó el fenómeno conocido como El Niño, generando altas temperaturas, sequía y fuertes vientos, lo que favoreció la propagación de incendios forestales de control difícil. Durante el mes de marzo de 1998, se presentó un incendio superficial que afectó una pequeña área del parque; en abril del mismo año, tuvo otro incendio, la superficie total afectada en ese año fue de 540.5 ha. El 29 de marzo de 2002, un fuerte incendio forestal consumió entre 10 y 20 ha. El 27 de agosto de 2009 se púbico el  Programa de Manejo del Parque nacional El Chico.
En el 9 de agosto de 2011 se declaró a Mineral del Chico como Pueblo Mágico. En el año 2015 se inició el proyecto del Geoparque Comarca Minera, que busca dar valor al patrimonio geológico, minero, arqueológico y cultural de la región de la Comarca Minera. El 5 de mayo de 2017 la Unesco, designó de manera oficial al geoparque dentro de la Red global de geoparques. De los treinta y un geositios que forman el Geoparque Comarca Minera, cuatro se encuentran en el Parque nacional El Chico; siendo estos el paraje Las Ventanas, la Peña del Cuervo, la Presa El Cedral y los Depósitos volcánicos de El Chico. El 7 de agosto de 2019 una cabaña ubicada en el Valle de los Enamorados, se incendió; solo reportó daños materiales, ya que los huéspedes, lograron salir a tiempo antes.

## Geografía

### Fisiografía

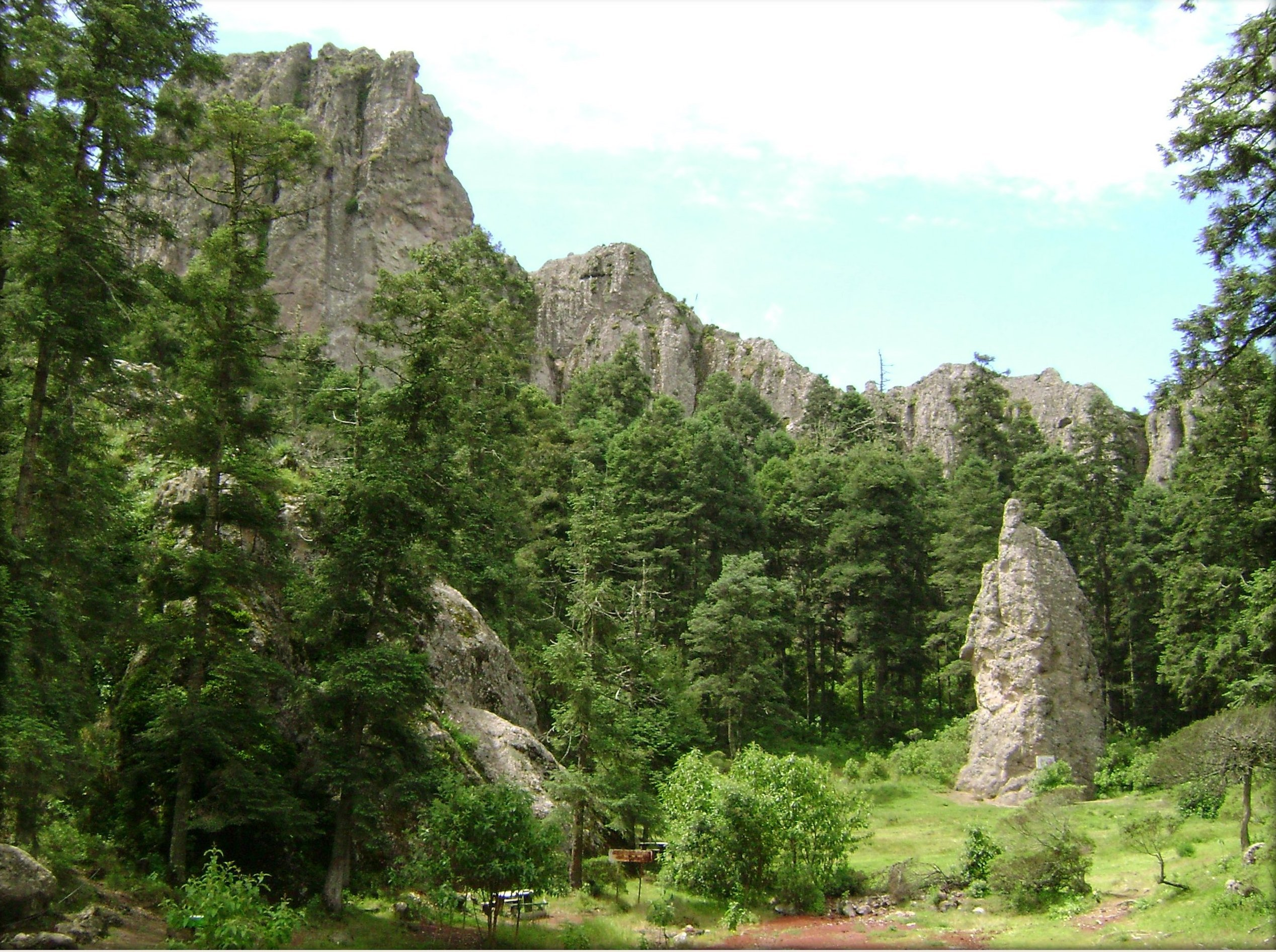
Las Ventanas.

Se ubica en la provincia fisiográfica del Eje Neovolcánico Transversal, en la subprovincia de Sierras y Llanuras de Querétaro e Hidalgo. En un ámbito local se ubica en el extremo occidental de la Sierra de Pachuca, sus altitudes varían desde los 2320 m s. n. m. en la porción norte hasta los 3090 m s. n. m. en la porción sur. La Sierra de Pachuca aunque se geológicamente es parte del Eje Neovolcánico, se puede considerar como una ramificación de la Sierra Madre Oriental; que  atraviesa el territorio del estado de Hidalgo, con dirección sureste-noroeste.
En el parque destacan los peñascos de formas caprichosas como Las Ventanas, que representan el punto de elevación máxima del parque con una altitud de 3090 m s. n. m. Otras estructuras alcanzan altitudes, Peña Las Monjas con 2960 m s. n. m., Cerro Cueva Blanca con 3060 m s. n. m., Peña La Muela con 2040 m s. n. m., Peña del Cuervo con 2770 m s. n. m., y el Cerro Monte Copado con 3,020 m s. n. m. Otras rocas no menos importantes y vistosas son: El Capulín, Las Goteras, Las Brujas, La Cruz Grande, El Altar, Peña del Azúcar, Peñas Moradas, Peña del Panal, Arribillas, Los Magueycitos y Peña del Culantro.
También existen grandes valles, entre los cuales por su tamaño sobresalen La Orozca, Los Conejos y Las Papas al este del parque;  en la parte oeste se encuentran los valles de Diego Mateo, Tlaxcalita y Las Milpas.  Hacia la parte Sur del parque se localizan Llano Grande, El Capulín Grande, La Presita, Las Cebadas, El Churro, El Potrero, Llamo de Barrera, Los Enamorados y La Sabanilla donde nace el Río de las Avenidas.
Barrancas típicas son: Barranca de los Otates, de la Peña Larga, los Pantanos, Barranca del Puente de Dios, del Capulín, Sabanillas, de las Goteras. En los límites del parque también destacan algunas rocas de singular tamaño y vistosidad como Peña Redonda, Ventana Chica y El Jacalón, situadas en el pueblo del San Miguel Cerezo; Peña Rayada, Peña Barrenada y El Somate de Pueblo Nuevo;  Peña Colorada y Las Monjas en el límite con el pueblo de El Puente.  Estas últimas alcanzan altitudes hasta de 2900 m s. n. m.

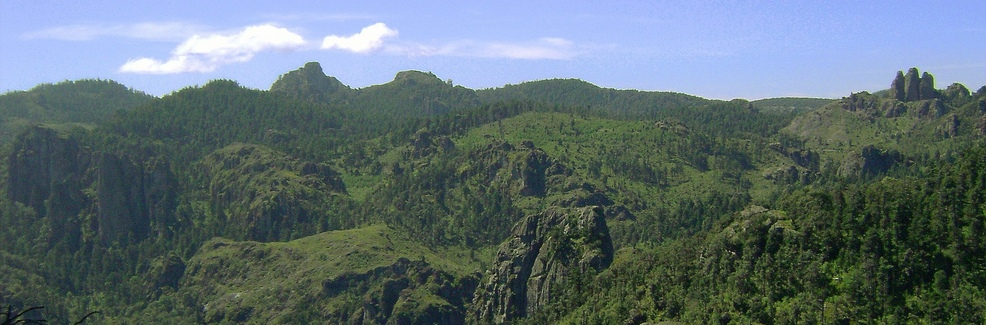
De izquierda a derecha las peñas: Cruz Grande, La Bruja, Las Ventanas, Los Panales y el León Alado.

### Geología

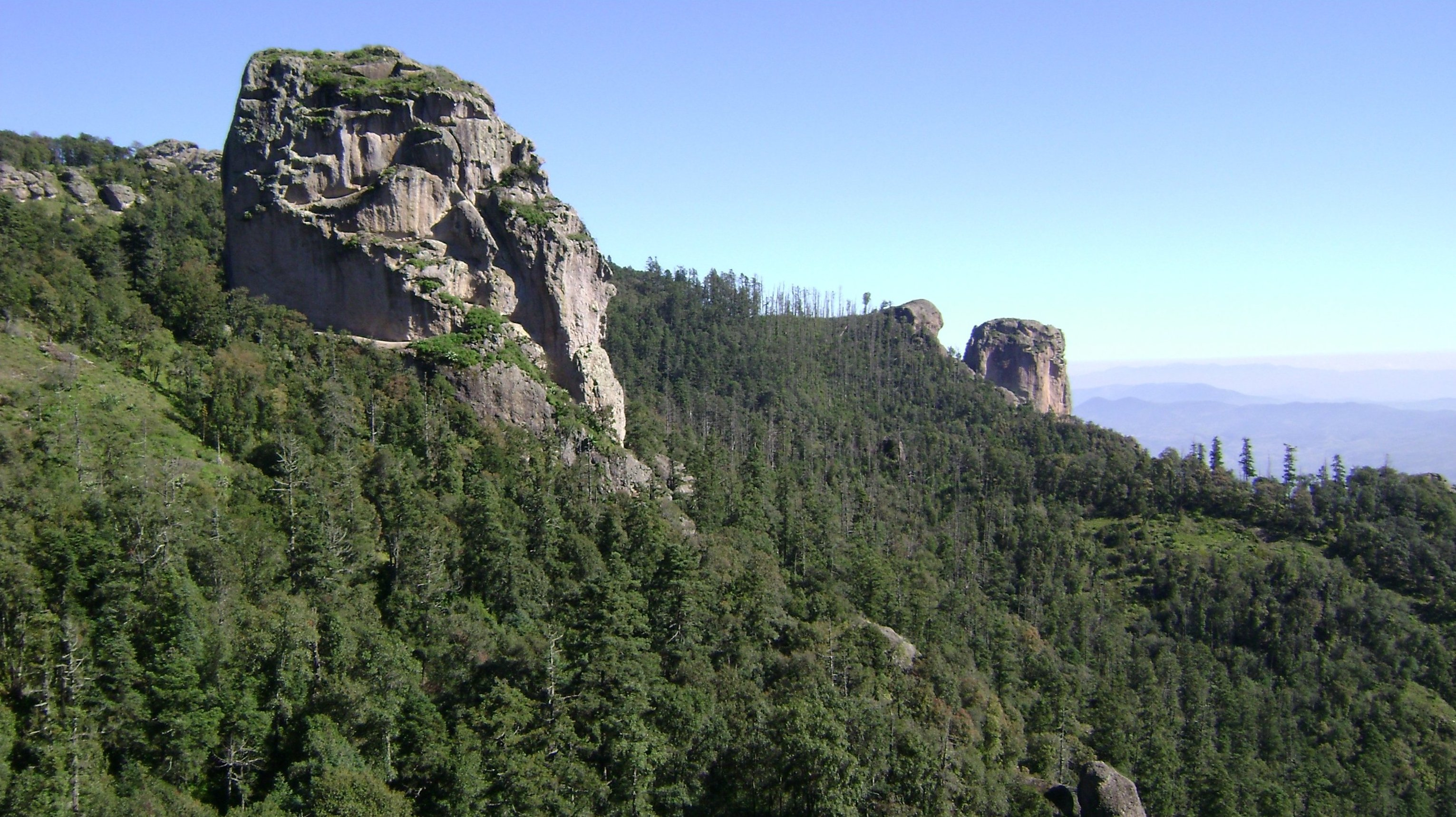
Peña Los Panales.

En el área afloran rocas volcánicas extrusivas y materiales sedimentarios cuyas edades van desde el Terciario. De las rocas volcánicas pertenecientes al Grupo Pachuca, solamente se encuentran las Formaciones Vizcaína y Cerezo, a las que suprayace la Formación Zumate. El Grupo Pachuca está formado, por derrames de lava, brecha volcánica, conglomerado volcánico, toba y arenisca tobácea. La Formación Vizcaína, de lavas andesíticas, dacíticas y brechas; la Formación Cerezo, de derrames lávicos de composición riolítica en contacto con clásticos volcánicos y La Formación Zumate, de derrames de lava, estratos de brecha y depósitos laháricos.

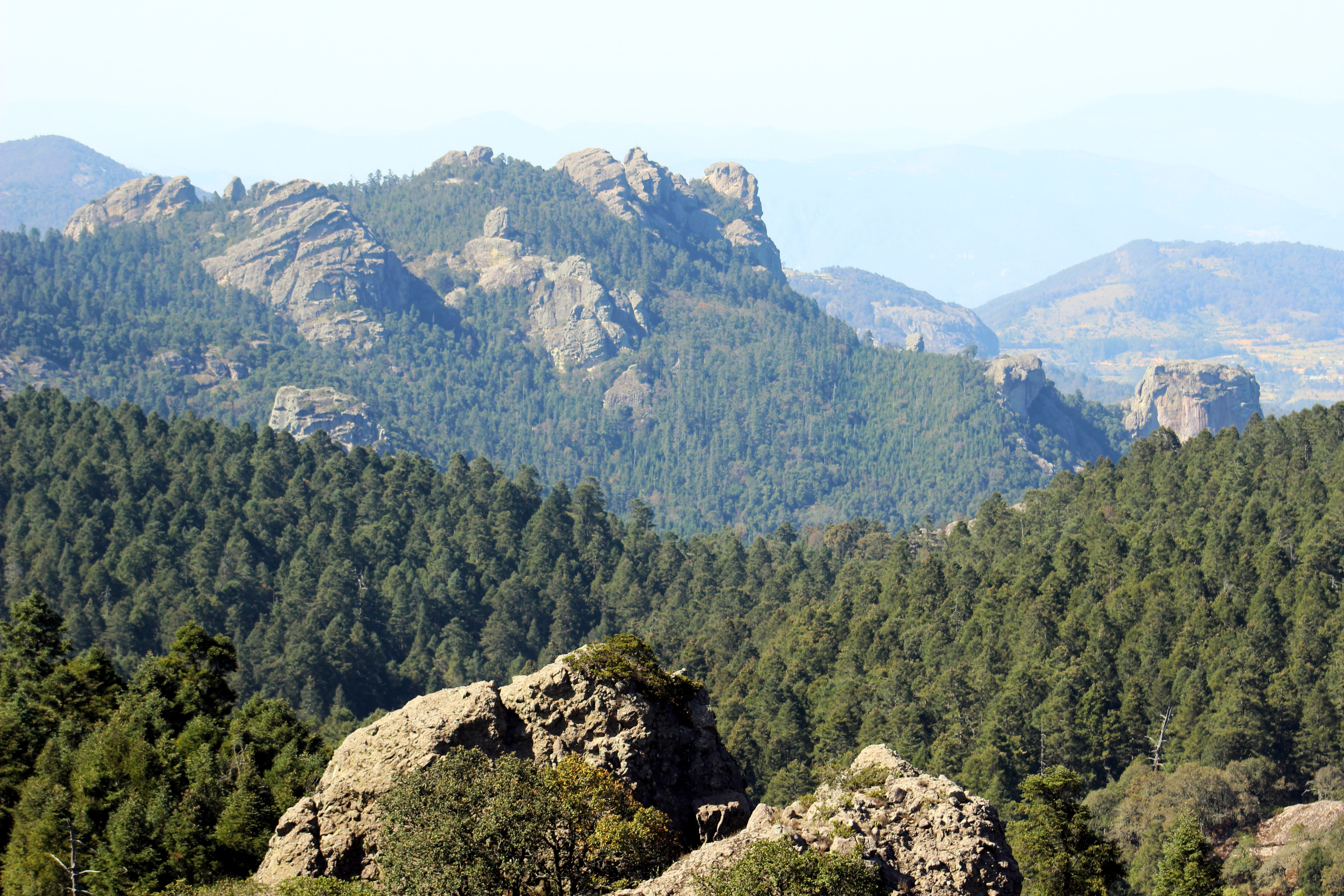
Vista desde Las Ventanas

El origen volcánico terciario, su nivel altitudinal, la morfología del relieve y los procesos actuales, han formado gran homogeneidad de suelos, recientes y poco evolucionados, bajo condiciones templado-húmedas. Los suelos del área se caracterizan por contener cambisoles húmicos, Feozem háplico, litosoles y regosoles, todos derivados de rocas ígneas extrusivas.

### Hidrología

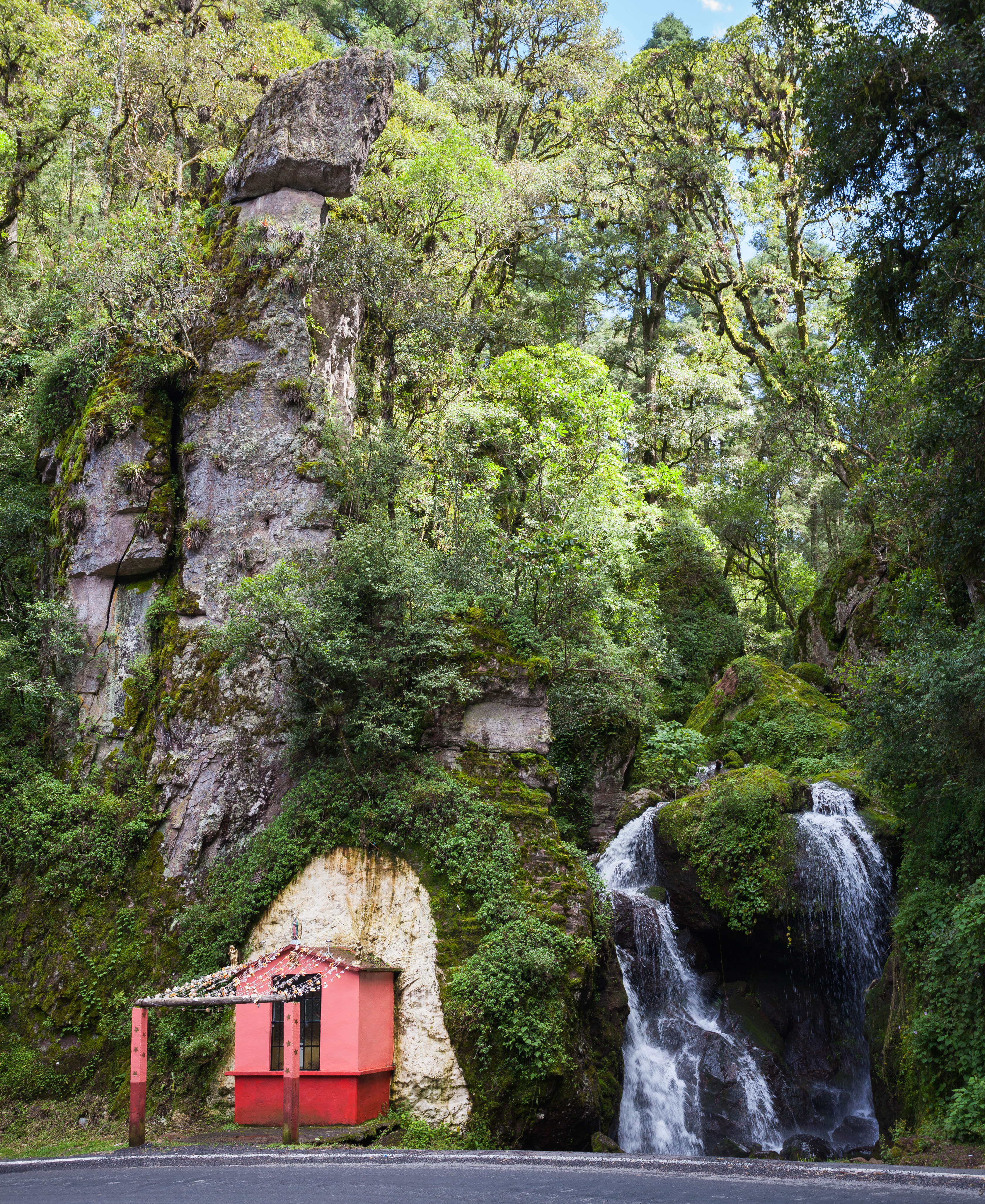
Cascada El Tejón o Cascada Garrido en el municipio de Mineral del Chico, formada por el río El Milagro.

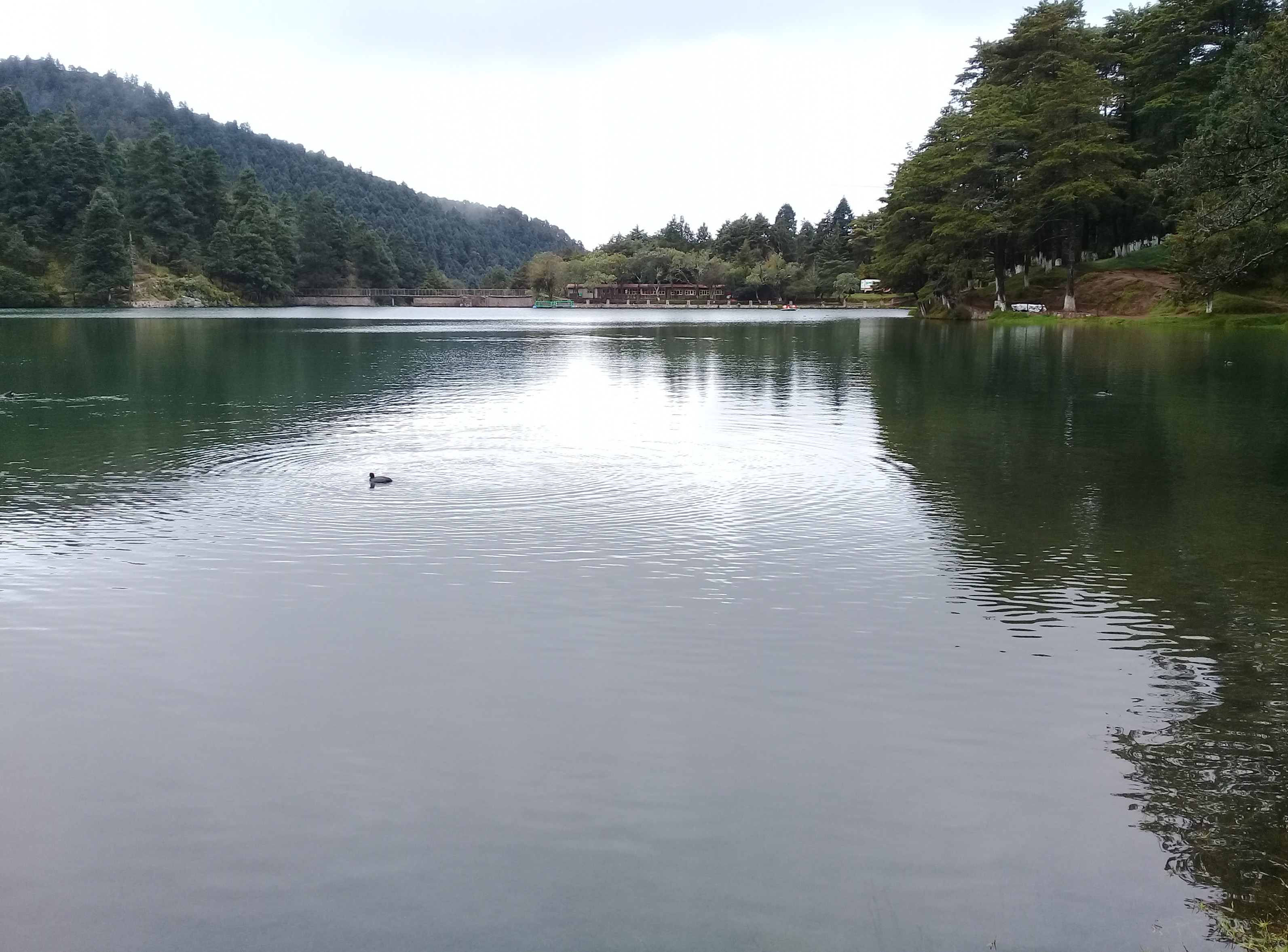
Presa El Cedral su capacidad de almacenamiento es de 0.08 hm³.

En lo que respecta a la hidrología se encuentra posicionado en las región hidrológica del Pánuco, y en la cuenca hidrográfica del río Moctezuma. El macizo montañoso que comprende, constituye una fracción del parteaguas que separa las subcuencas del río Amajac, río Actopan y río Tezontepec. Localmente, el parteaguas se conforma por la interconexión de las estructuras mayores del relieve que en sentido este-oeste superan altitudes de 3050 m s. n. m. Entre ambas vertientes existe un marcado contraste en cuanto a sus redes de drenaje, dinámica fluvial, captación pluvial y recarga acuífera.
La vertiente orientada hacia el norte abarca la mayor superficie del parque 2273 ha, y es típica de zonas altas de montaña, dando origen a la cuenca del río Amajac;  este sector montañoso con pendientes dominantes de 15° a 25° y mayores, opera como zona de alta captación pluvial. Dentro del área se forman varios manantiales, como: Los Otates, El Pescado y el Salto y varios arroyos. Estos arroyos surgen en las estructuras más elevadas y confluyen en el sector bajo de la vertiente, confluyendo al río El Milagro, colector principal de régimen permanente. Sirviendo de límite entre los puntos denominados Puente del Milagro y La Aurora; y va a desembocar al río Amajac.
En esta vertiente norte la morfología accidentada del relieve subordina, de oriente a poniente, con cinco mini subcuencas: Los Arroyos, Los Cedros, Los Otates, Las Piletas, Agua Fría, así como el río El Milagro. La subcuenca del río El Milagro abarca extensa superficie de 1404 ha, ocupando todo el sector centro-norte del parque. Al ser la red fluvial más importante, está integrada por la confluencia de algunos componentes secundarios (arroyos El Pescado, El Salto y Gordolobo) de larga trayectoria y densamente ramificados, que alimentan el colector principal; tal circunstancia confiere a la subcuenca actividad fluvial perenne.
A diferencia de la vertiente norte, la vertiente sur del parque, expuesta hacia la Cuenca de México, solo comprende 466 ha. El relieve es poco accidentado, con pendientes dominantes inferiores de 8° a 15°, y ambiente menos húmedo que la anterior; factores que determinan cauces de régimen intermitente supeditado a la temporada de lluvias. En la vertiente sur sus drenajes activos durante la época húmeda del año suministran aguas a las presas El Cedral y La Estanzuela, la primera se ubicada dentro del área, y la otra es colindante al parque; estas en la subcuenca del río Actopan. Otra parte de la vertiente sur los escurrimientos llegan a la presa Jaramillo (colindante al parque);
 y a La Sabanilla donde nace el Río de las Avenidas perteneciente a subcuenca del río Tezontepec.

### Clima

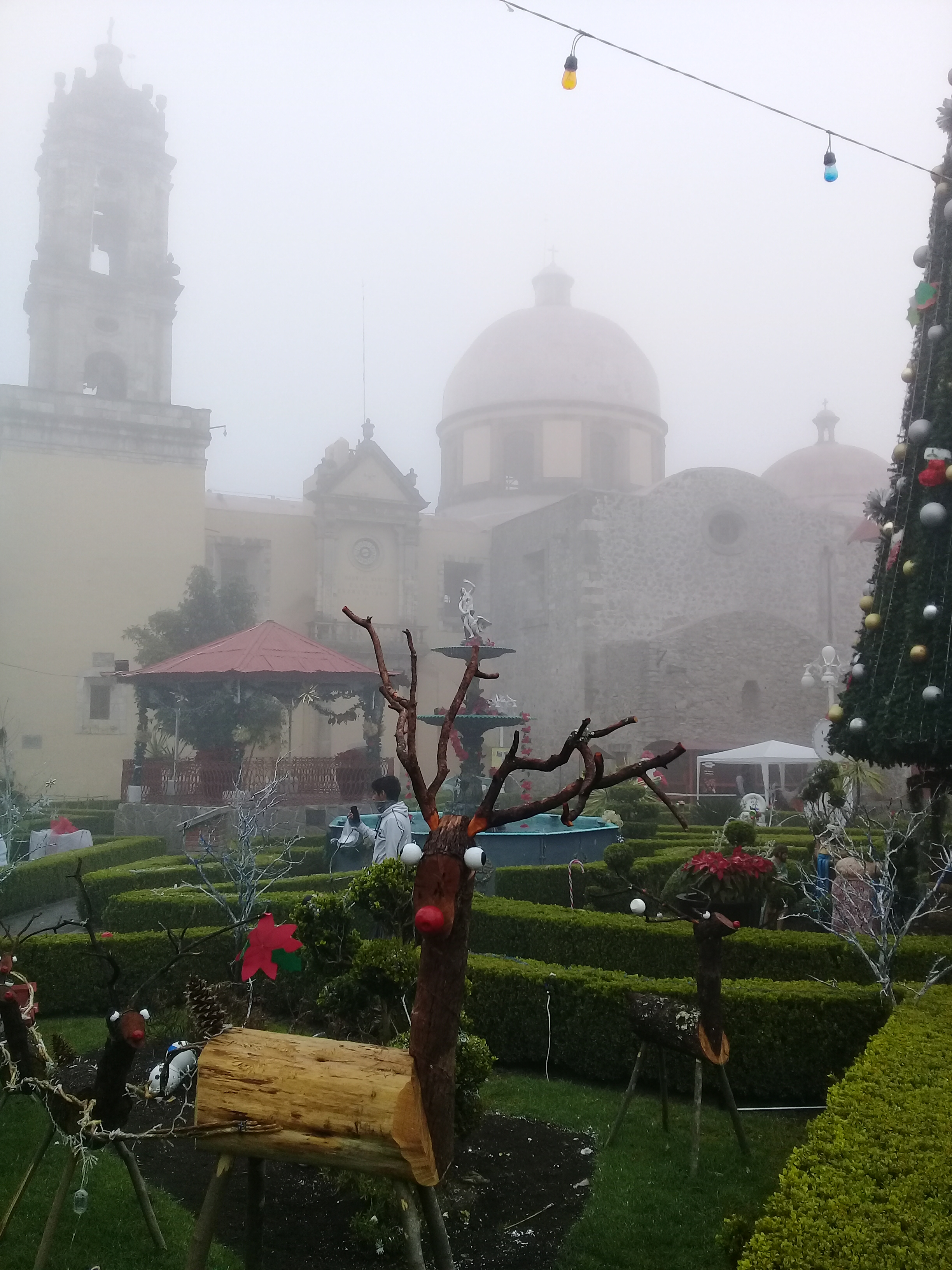
Neblina en Mineral del Chico.

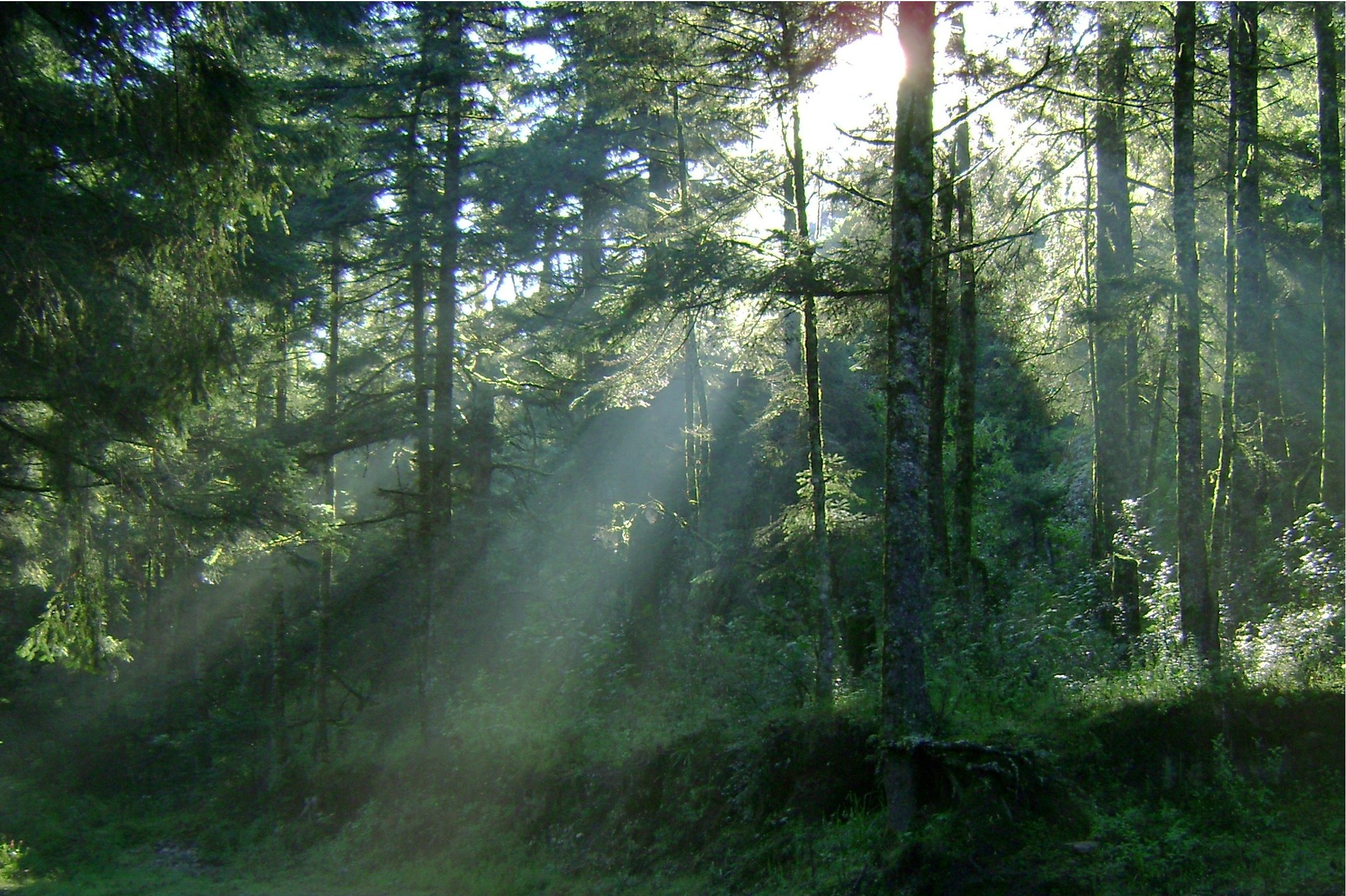
Amanecer en el parque.

Basándose en la clasificación climática de Köppen, para la estación meteorológica de Mineral del Chico enclavada en el extremo norte del parque, cuyas características son: un clima semifrío subhúmedo y un clima templado subhúmedo ambos con lluvias en verano, de mayor humedad. En cuanto a temperatura, la elevación térmica se verifica a partir del equinoccio de primavera, durante los meses de abril y mayo que registran los valores más altos, con fluctuaciones entre 17.6 y 17.9 °C, temperaturas medias que en ocasiones suelen prolongarse hasta junio, cuando el periodo húmedo se atrasa; en esta época primaveral la perpendicularidad de los rayos solares, la escasa humedad atmosférica y nubosidad existentes, provocan un incremento con temperaturas máximas promedio, de 24.5 °C en abril y 23.9 °C en mayo, llegándose a tener valores extremos superiores a 30 °C.
En contraste, el descenso térmico ocurre en enero y febrero registrando las temperaturas medias mensuales más bajas, con 12.3 y 13.8 °C; en época invernal en la que el factor montañoso, la máxima inclinación de los rayos solares, la incursión de vientos y masas de aire frío polar y la escasa humedad atmosférica, en conjunto provocan descensos térmicos mínimos promedio entre 5.1 y 5.7 °C, que se intensifica hasta valores extremos de -1.2 a -3.8 °C, ocasionando heladas durante esta época invernal.
Los vientos dominantes en la mayor parte del parque provienen del noreste, aunque en la época seca son frecuentes también los que soplan del noroeste. Durante casi todo el año está sujeto a la acción de vientos moderadamente fuertes por la tarde, en ocasiones llegan a derribar árboles. La Sierra de Pachuca y Sierra de las Navajas forman un imponente conjunto montañoso, que es un obstáculo natural que favorece los vientos catabáticos, masas de aire frío y seco que descienden del noreste y afectan de manera persistente a la ciudad de Pachuca de Soto. Es precisamente por este fenómeno que la capital hidalguense recibe apelativos poéticos como «La Bella Airosa».
La influencia de los vientos alisios del norte, que soplan en primavera y se intensifican durante el verano, provocan en abril el inicio de la estación lluviosa, con precipitación incipiente de 53 mm, que en mayo asciende ligeramente a 89 mm, para incrementarse bruscamente, desde junio, con lluvia a 241 mm, hasta septiembre con el volumen pluvial más elevado 324 mm, para luego, en octubre, desciende hasta 146.5 mm, dando término a la época húmeda que concentra alrededor de 1332 mm. En el año, el régimen pluviométrico se manifiesta a través de aproximadamente 130 días con lluvia apreciable y 27 inapreciable, lo cual genera una lámina anual de 1479.5 mm.
La neblina es un fenómeno común en el parque, presentándose hasta 20 días por mes, durante la época húmeda, y en forma intermitente en el restante periodo anual. En algunos años se ha registrado la caída de aguanieve o nieve en parque; en 1980 se registró una nevada. El 2 y 3 de enero de 2008 se registraron temperaturas de hasta -5 °C, provocando lo que se considera la última gran nevada en Hidalgo, entre los municipios que se vieron afectados se encuentra Mineral del Chico. La caída de aguanieve se ha registrado en los años de 2013, 2016, 2018, y 2019.

## Biodiversidad
De acuerdo al Sistema Nacional de Información sobre Biodiversidad de la Comisión Nacional para el Conocimiento y Uso de la Biodiversidad (CONABIO) en el Parque Nacional El Chico habitan más de 1,420 especies de plantas y animales de las cuales 52 se encuentran dentro de alguna categoría de riesgo de la Norma Oficial Mexicana NOM-059  y 46 son exóticas,

### Flora

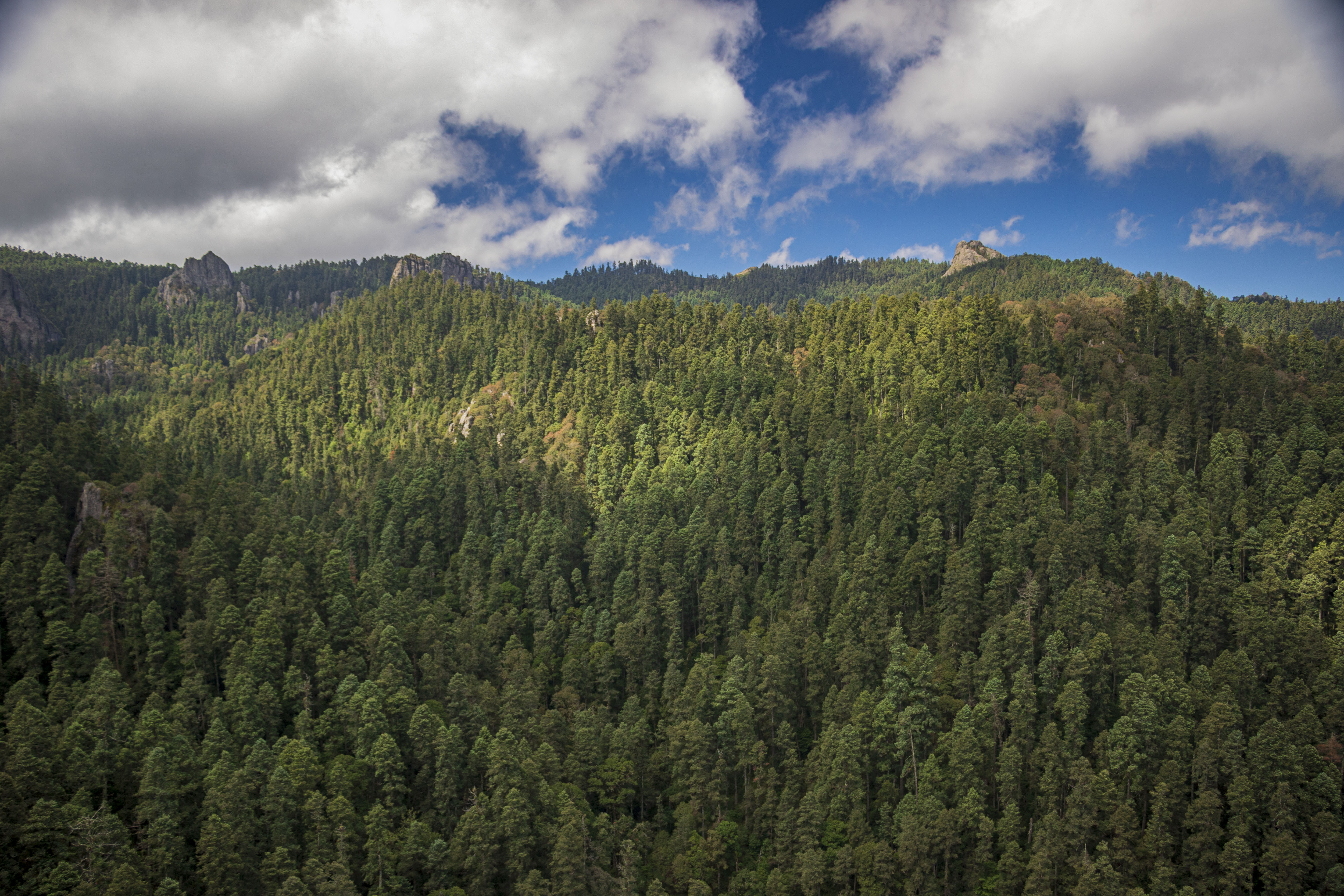
Bosque de oyamel (Abies religiosa) alrededor de la Peña del Cuervo.

Bosque de cedro (Cupressus spp.) alrededor de la Presa El Cedral.

El área del parque, pertenece a la Provincia Florística de las Serranías Meridionales de la Región Mesoamericana de Montaña, correspondiente esta última al Reino Holártico. Dicha provincia se distingue por incluir las elevaciones más altas del país y por la predominancia de los bosques de oyamel, pino y encino en forma equiparable. Los diferentes formaciones vegetales son las siguientes: Bosque de cedro, Bosque de oyamel, Bosque de oyamel-encino, Bosque de pino, Bosque de pino-encino y Bosque de encino.
El Bosque de oyamel (Abies religiosa) ocupa la mayor superficie el 62.9 % respecto al área del parque; se distribuye desde los 2600 a los 3086 m s. n. m. Sobresale por la forma cónica de sus árboles y sus alturas de 20 a 40 m, el bosque de Abies admite la compañía del oyamel colorado (Pseudotsuga macrolepis), el encino hoja laurel (Quercus laurina), encino hoja ancha (Quercus rugosa), cedros (Cupressus benthamii y Cupressus lindleyi) madroños (Arbutus glandulosa y Arbutus xalapensis). El Bosque de encino-oyamel (Quercus-Abies) cubre aproximadamente el 10.55 % del total de la superficie, formando dos extensiones principales, una hacia el norte siendo la más grande y la segunda al oeste. Alcanza alturas entre 25-35 m, la especie dominante en esta comunidad es el encino hoja ancha (Quercus rugosa), seguido por encino hoja laurel (Quercus laurina) y encino blanco (Quercus glabrescens), estos encinos se asocian con el oyamel (Abies religiosa) en menor proporción.
Las comunidades de bosque de encino (Quercus spp.) comprende el 3.97 % del total del parque; se distribuye al noroeste muy próximo al poblado de Mineral del Chico; y algunas porciones en la parte sur. En una de las porciones del noroeste se distribuyen los encinos: quiebrahacha (Quercus affinis), tecomate (Quercus crassifolia), hoja laurel (Quercus laurina), hoja ancha (Quercus obtusata), tecomate (Quercus crassifolia), chino o rojo (Quercus castanea), quiebrahacha (Quercus affinis) y hoja laurel (Quercus laurina); como también el madroño (Arbutus glandulosa). En la parte sur del parque, se encuentra: encino de hoja ancha (Quercus rugosa), manzanilla (Quercus mexicana), hoja laurel (Quercus laurina), tecomate (Quercu crassifolia), deserticola y blanco (Quercus greggi); así como tlaxcal (Juniperus deppeana y Juniperus monticola) y madroños (Arbutus glandulosa y Arbutus xalapensis).
El Bosque de oyamel-encino (Abies-Quercus) se distribuye en el 3.93 % de la superficie total del parque. La especie dominante es el oyamel (Abies religiosa), seguido del encino quiebrahacha (Quercus affinis) y encino blanco (Quercus glabrescens). El Bosque de pino (Pinus spp.) es escasa en el parque, solo existe en 1.87 % de la superficie y se encuentran mejor representad en el área de influencia inmediata. Su altitud promedio es de 8 a 15 m, la principal especie de pino es Pinus rudisy, con algunos elementos de ocote (Pinus teocote). El Bosque de encino-pino (Quercus-Pinus) se distribuye en una pequeña porción localizada al norte del área cubriendo aproximadamente el 2.25 %; la especie ecológicamente más importante es el encino tecomate (Quercus crassifolia), seguida por el pino ocote (Pinus teocote) y las de menor presencia porQuercus affinis, Pinus greggii,y Quercus laurina.
El Bosque de pino-encino (Pinus-Quercus) esta comunidad vegetal ocupa el 0.87 %; se integra en una sola área localizada en el extremo suroeste a un costado de la presa Jaramillo. El Bosque de cedro (Cupressus spp.) se restringe al extremo suroeste, adyacente a la presa El Cedral, ocupando  un 1.16 %; prácticamente, lo integra un solo estrato superior arbóreo de cedro blanco (Cupressus benthamii). El Bosque de táscate o tlaxcal (Juniperus monticola) cubre una superficie del 4.67 %, distribuido en diferentes zonas que corresponden a la vertiente sur del parque. El pastizal se ubica en los valles intermontanos, ocupando una extensión equivalente al 2.18 % de la superficie,; entre los géneros más frecuentes están Agrostis, Bouteloua, Deschampsia, Muhlenbergia y Trisetum.

### Fauna
La fauna es característica de zonas templadas húmedas. Se distribuyen mamíferos pequeños como ratones, murciélagos, tuzas, ratas, conejos y ardillas, y con respecto a mamíferos medianos está el armadillo, tlacuache, zorrillo, zorra gris, coyote y cacomixtle. Los mamíferos de menor tamaño son los más abundantes, sobresaliendo el ratón (Peromyscus difficilis), rata de campo (Neotoma mexicana) y el conejo (Sylvilagus cunicularius). La zorra gris (Urocyon cinereoargenteus) es uno de los mamíferos más abundantes, el cual se distribuye en todo el parque. Entre la avifauna se encuentra el chipe rey cejidorado (Basileuterus belli), primavera (Turdus migratorius), pipilo (Pipilo erythrophthalmus), ojos de lumbre (Junco phaeonotus) y chipe negriamarillo (Dendroica occidentalis y Dendroica virens).
La fauna herpetológica, es variada y diversa, los anfibios incluyen ajolotes, salamandras, ranas y sapos; los reptiles incluyendo a escorpiones, lagartijas, culebras y serpientes. Sumando a este listado la culebra (Thamnophis scaliger). En el parque se distribuyen 14 especies entre anfibios y reptiles catalogadas bajo una categoría de riesgo de acuerdo a la NOM-059-SEMARNAT-2001. Entre las especies de anfibios se encuentran las ranas: Hyla plicata y Hyla robertsorum; el ajolote Ambystoma velasci y las salamandras Chiropterotriton dimidiatus, Chiropterotriton multidentatus, Pseudoeurycea belli yPseudoeurycea cephalica. Mientras que entre reptiles se encuentran los escorpiones Abronia taeniata y Barisia imbricata, las lagartijas Phrynosoma orbiculare y Sceloporus grammicus y las culebras Thamnophis cyrtopsis, Thamnophis scalaris y Thamnophis scaliger.

## Turismo

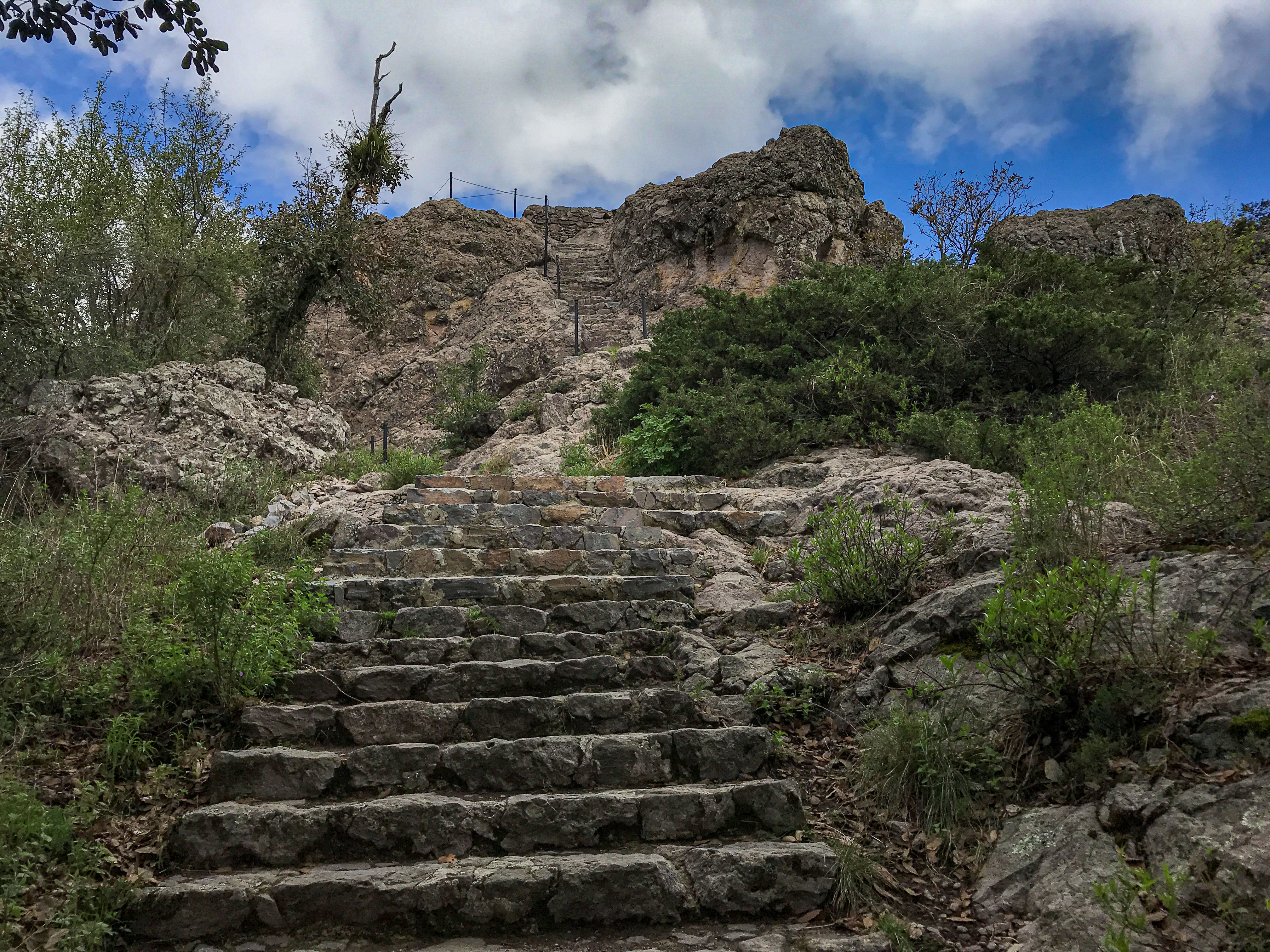
Escalinatas al Mirador Peña del Cuervo.

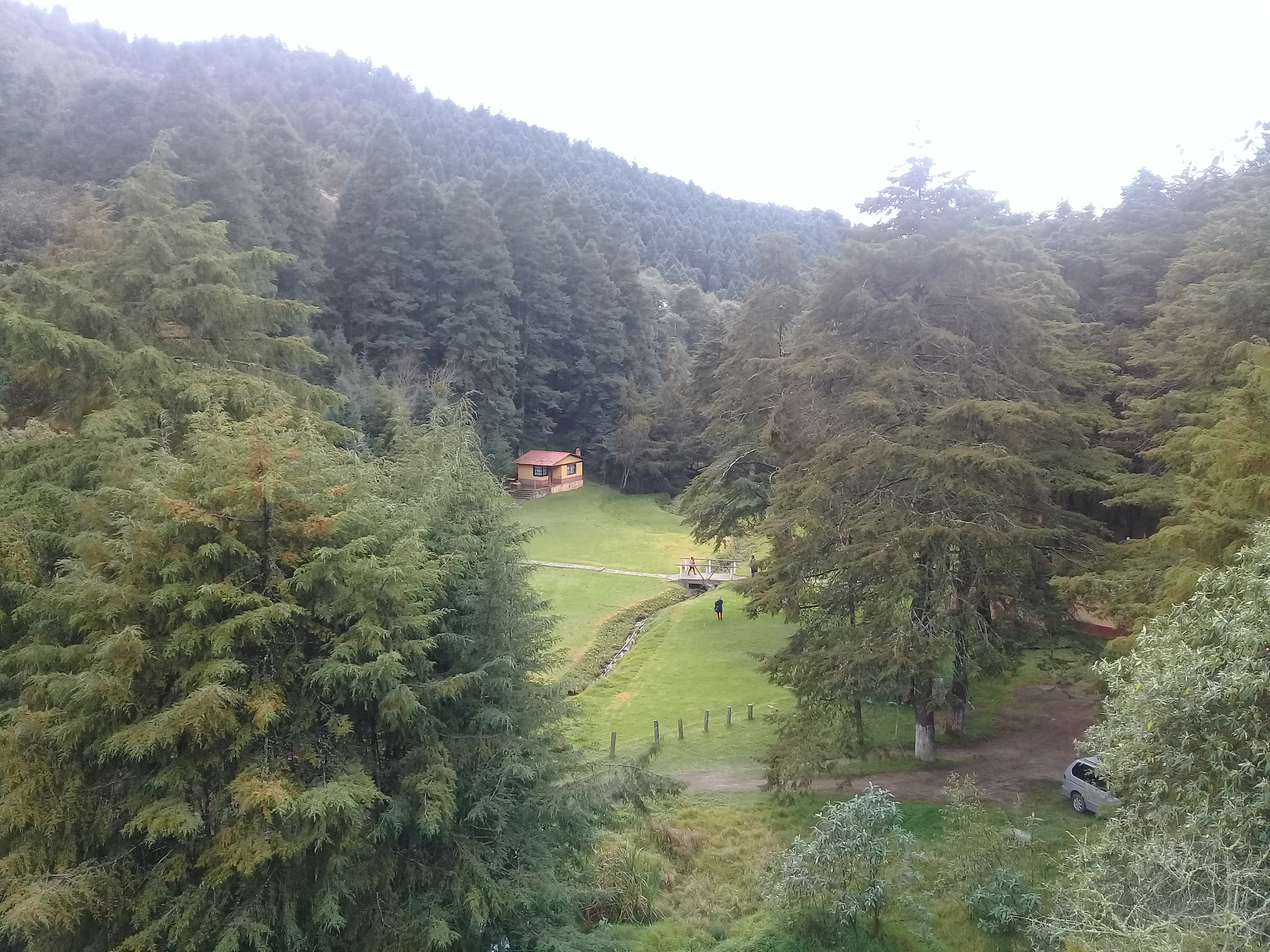
Parque Recreativo El Cedral.

Se le considera como uno de los bastiones del ecoturismo en Hidalgo; ya que pueden practicarse el cicloturismo, ciclismo de montaña, la pesca deportiva, el excursionismo, la escalada, el rápel, el campismo y el senderismo. Es un
área de estricta protección, donde toda actividad humana está regulada y la conservación de la naturaleza es la prioridad. Está prohibido capturar animales y extraer plantas, tirar basura, acampar fuera de las áreas destinadas, y hacer fogatas fuera de los sitios señalados; los perros deben usar correa. Existen varios lugares dentro del Parque nacional El Chico, en donde se ha instalado algún tipo de infraestructura para recibir al turismo.
El Centro de Visitantes se encuentra equipado con construcciones destinada a funciones de vigilancia, museo ecológico, oficinas de la dirección general y cafetería; funciona a veces en su totalidad para vigilancia que proporciona seguridad regional. En su exterior posee andadores, prados, un kiosco central, seis cobertizos con mesabancos y un claro para acampar.  El Albergue Alpino “Miguel Hidalgo”, se ubica en el valle conocido como Las Ventanas. Este albergue es administrado por la Asociación Civil de Alpinismo, quedando su uso restringido a grupos organizados, está provisto de habitaciones comunales, sanitarios, cocina, chimenea, etc. Actualmente el albergue se encuentra inhabilitado.
El Sitio Recreativo El Oyamel es un pequeño valle que cuenta con un salón para realizar eventos, juegos infantiles y una cancha deportiva de usos múltiples; se localiza al sureste después de pasar la comunidad de Pueblo Nuevo y antes de llegar a Llano Grande. El mirador Peña del Cuervo, se ubica en el centro del parque, situado en una peña del mismo nombre, que al ser una de las partes más altas del área, permite disfrutar una de las mejores vistas panorámicas. Su cima es posible acceder por una escalinata de piedra, se compone de una plancha circular de concreto bordeada de un barandal de alambre.

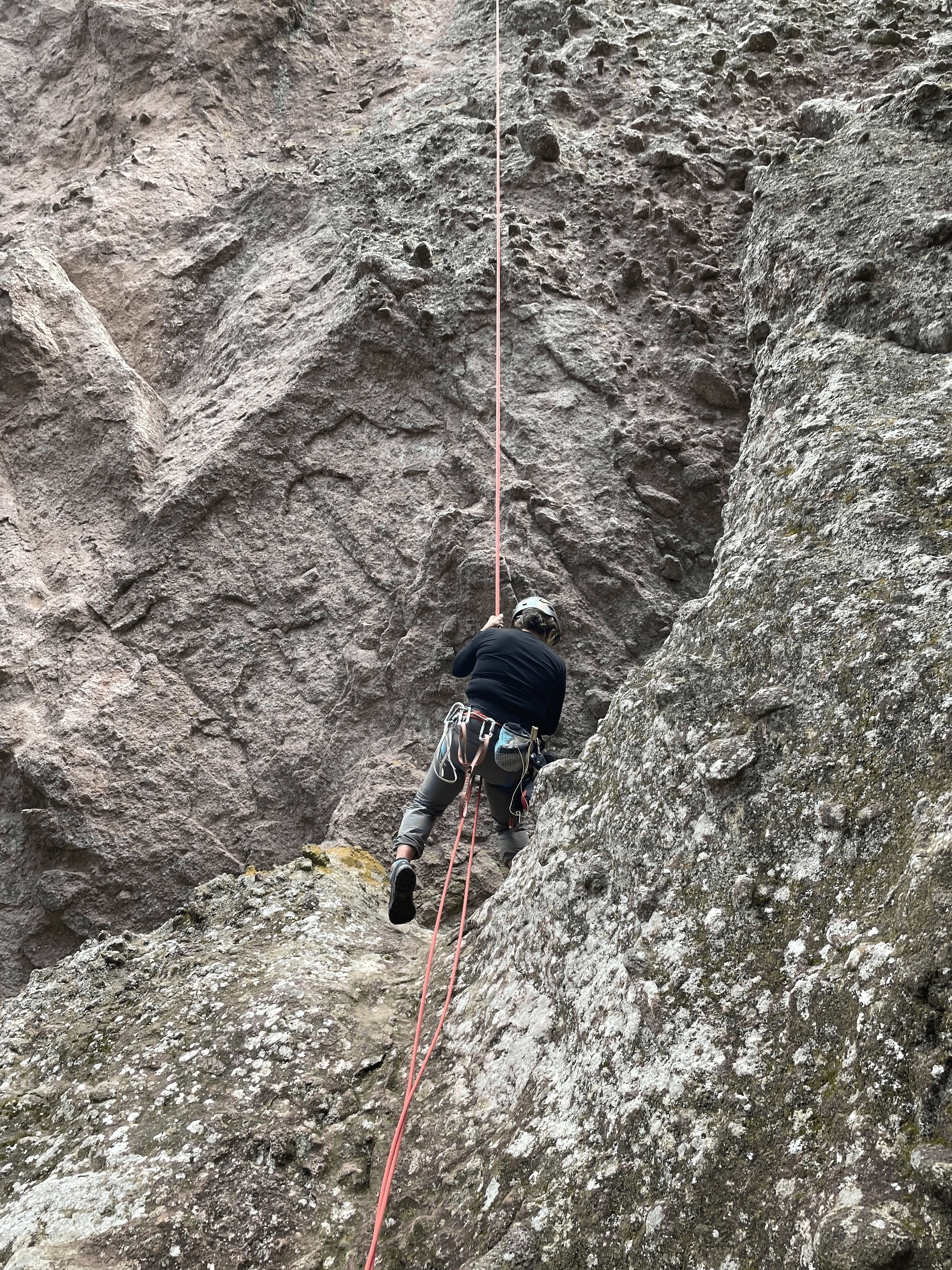
Escalada en las Ventanas, deporte popular en la zona por las formaciones rocosas

Existen tres campamentos: Dos Aguas, Conejos y Los Cedros estos cuentan con renta de espacios para casas de campaña, cabañas, sanitarios secos, regaderas y asadores. El campamento de bajo impacto Dos Aguas se ubica a 1 km antes de llegar al poblado Mineral del Chico en el paraje del mismo nombre. Mientras que el campamento Los Conejos se sitúa en un pequeño valle nombrado del mismo nombre que se localiza en la parte centro-este. El Campamento los Cedros se localiza al sureste.
El Parque Ecoturístico El Cerezo, localizado en el Valle de los Enamorados y en la laguna de Llano Grande; ubicado dentro de la sección municipal del territorio pachuqueño colindando con el parque, manejada por ejidatarios de la localidad de San Miguel Cerezo. Este parque cuenta con cabañas, tirolesa, área de campin, lanchas y caballos, además de comida típica. El Parque Recreativo El Cedral; este se encuentra alrededor de la Presa El Cedral, manejado por ejidatarios en un terreno de 80 hectáreas. Su principal atractivo es la presa, donde se realizan paseos en lancha y pesca deportiva. También se ofrece servicio de áreas para campamento, renta de cabañas, paseos en caballos, cuatrimotos, y restaurantes. Existen dos servicios de tirolesa, en una de las tirolesas manejan dos líneas por lo que se puede hacer esta actividad con algún acompañante.
Otros parques y centros ecoturísticos ubicados afuera de la zona protegida, pero cerca de sus colindancias son: La Compaña, Diego Mateo, Río Milagro, Vía Ferrata, Carboneras; así como también se puede visitar las presas Jaramillo y La Estanzuela, ambas en los límites del parque, fuera de la zona protegida.

Mirador Peña del Cuervo.